# سابين إليربروك
سابين إليربروك (بالألمانية: Sabine Ellerbrock) مواليد 1 نوفمبر 1975 في بيلفلد، هي لاعبة تنس كراسي متحركة ألمانية وتحتل حالياً المرتبة رقم. 1 في تصنيف رابطة محترفات كرة المضرب. أعلى تصنيف لها في الفردي كان المركز الـ 1 في سنة 2013. أعلى تصنيف لها في الزوجي كان المركز الـ 4 في سنة 2013.

## بطولات حققتها
- دورة رولان غاروس الدولية